# Alexander Legkov
Alexander Legkov (en russe : Александр Геннадьевич Легков, Aleksandr Guennadievitch Legkov), né le 7 mai 1983 à Krasnoarmeïsk près de Moscou, est un fondeur russe. Il remporte le 50 km libre aux  Jeux olympiques de Sotchi 2014, dont il sera disqualifié pour dopage trois ans plus tard. Il a obtenu une médaille d'argent en relais aux Championnats du monde 2009 aux côtés d'Eugeni Dementiev, Nikolaï Pankratov et Vassili Rotchev. En Coupe du monde, il compte trente podiums dont six victoires individuelles et trois victoires collectives. Lors de la saison 2007, il termine second de la première édition du Tour de ski ce qui l'amène à terminer second du classement général de la Coupe du monde. Parmi ses grandes victoires se placent le Nordic Opening 2011 et le Tour de ski 2013.
Le 1er novembre 2017, le CIO annonce sa disqualification pour dopage des deux épreuves dans lesquelles il a été médaillé à Sotchi en 2014 : le 50 km et le relais 4 x 10 km où la Russie avait remporté la médaille d'argent. Il est également banni à vie des Jeux olympiques et doit rendre ses médailles. Le Tribunal Arbitral du Sport annule cette décision  à cause de preuves jugées insuffisantes pour établir une violation des règles d'antidopage le 1er février 2018, mais le CIO se réserve le droit d'en rester à sa première décision.

## Biographie
Lors de la saison 2010-2011, il s'inscrit en début de saison comme l'un des favoris dans la course au gros globe de cristal en remportant le mini-tour de Kuusamo (Finlande) fin novembre 2010, devant Dario Cologna et Daniel Richardsson, prenant du même coup la tête du classement général de la coupe du monde 2010-2011, il maintient son rang lors des épreuves suivantes avec une victoire à Davos sur le 15 kilomètres classique et des podiums à la Clusaz sur le 30 kilomètres libre et le relais 4 × 10 kilomètres. Il se présente sur tour de ski 2010-2011 avec le dossard jaune de leader de la Coupe du monde, il postule donc pour la victoire finale. Toutefois, alors qu'il est cinquième de la compétition après la cinquième étape (sur les huit qui composent le Tour de ski), il décide de renoncer à poursuivre l'épreuve en raison de la grippe H1N1 qu'il vient de contracter,.
Il ne prend alors part à aucune épreuve durant un mois. À son retour lors du 20 kilomètres poursuite à Rybinsk, il prend la septième place puis remporte l'épreuve du relais le lendemain. Une semaine plus tard, c'est une onzième place qui l'attend à Drammen sur le 15 kilomètres classique à une semaine du début des mondiaux d'Oslo.
En raison de sa préparation tronquée pour cause de maladie, Legkov passe à côté de ces mondiaux. Attendu sur le 30 kilomètres en poursuite, il ne prend que la dix-neuvième place puis quatre jours c'est une vingtième place qui l'attend sur le 15 kilomètres en classique. Il reporte ses espoirs sur le relais russe. Cependant, c'est aussi une déconvenue puisque le relais russe, composé de Legkov, Maxim Vylegzhanin, Ilia Chernousov et Stanislav Voljentsev, termine seulement septième derrière les Japonais, Legkov ayant perdu beaucoup de temps lors de son passage.

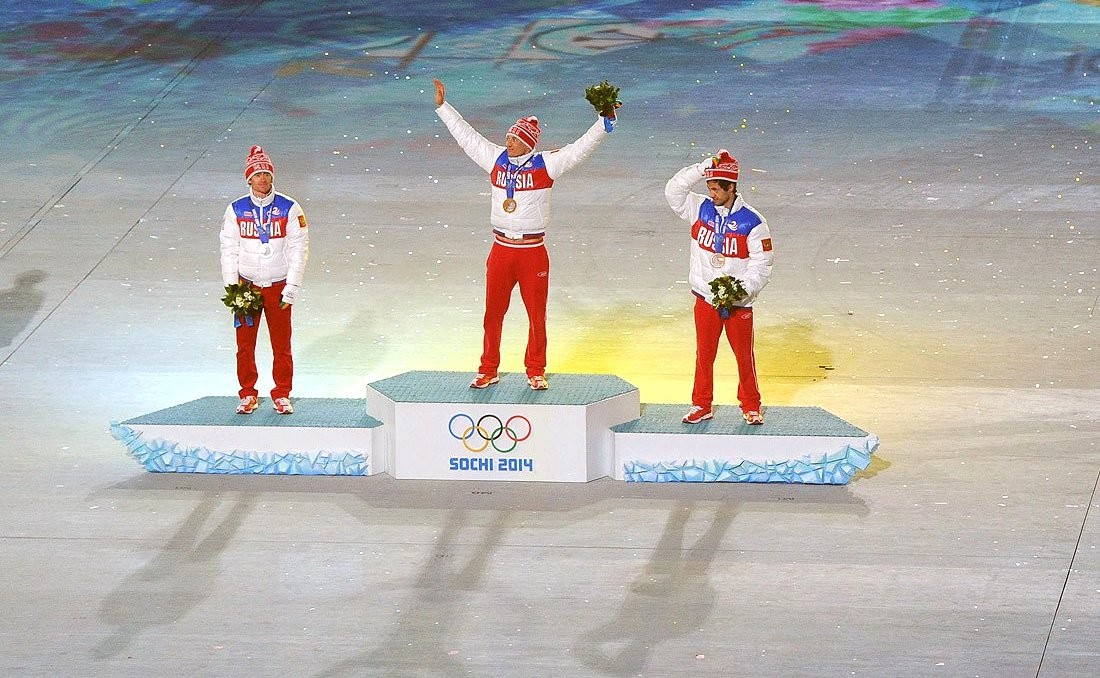
Podium du 50 kilomètres libre aux Jeux olympiques de Sotchi (Vylegzhanin à gauche, Legkov au centre et Chernousov à droite).

Après cet échec, à son retour en coupe du monde, il prend une trente-troisième place sur un 15 kilomètres classique à Lahti et une vingt-troisième place au sprint classique de Stockholm, et clôt sa saison en coupe du monde avec une treizième place sur les finales disputées à Falun. Il finit cinquième du classement général de la coupe du monde, notamment en partie à ses performances en début de saison avant d'avoir contracté la grippe porcine.
Lors de la saison 2012-2013, il remporte le Tour de ski, devançant lors de la dernière étape, la montée de l'Alpe Cermis. Lors des mondiaux disputés à Val di Fiemme, il remporte la médaille de bronze avec le relais russe composé de Evgeniy Belov, Maxim Vylegzhanin et Sergueï Oustiougov. En fin de saison il remporte une course prestigieuse, le 50 kilomètres d'Oslo, où il devance le Norvégien Martin Johnsrud Sundby et le Russe Ilia Chernousov. Cela lui permet de pendre la tête du classement général de la Coupe du monde. Il termine finalement deuxième de celui-ci au terme de la saison, devancé par Petter Northug. Il remporte néanmoins le classement général ds coures de longues de distances devant Dario Cologna.
Lors des Jeux olympiques d'hiver de 2014, Legkov débute par une onzième place lors du skiathlon. Il obtient son premier podium olympique en obtenant une médaille d'argent lors du relais  4 × 10 kilomètres avec Dmitri Iaparov, Alexander Bessmertnykh et Maxim Vylegzhanin, derrière la Suède. Le 23 février, il obtient la médaille d'or du 50 kilomètres libre en devançant au sprint deux de ses compatriotes, Maxim Vylegzhanin et Ilia Chernousov,.

### Disqualification des Jeux de Sotchi pour violation des règles antidopage
En décembre 2016, la Fédération internationale de ski suspend provisoirement  six skieurs de fond russes compte tenu de l'enquête en cours concernant les soupçons de dopage organisé par la Russie aux Jeux olympiques d'hiver de Sotchi 2014. Parmi ces six athlètes figure Alexander Legkov. En mai 2017, le Tribunal arbitral du sport maintient cette suspension qui doit prendre fin le 31 octobre 2017, précisant que d'ici cette date, «  la FIS peut prononcer une suspension définitive ou «  lever la suspension  » à la lumière des enquêtes en cours ». Enfin, le 1er novembre 2017, le Comité international olympique lui retire sa médaille d'or du 50 kilomètres et celle en argent du relais 4 × 10 kilomètres remportées aux Jeux de Sotchi, pour cause de dopage. La motivation de la décision prise par le CIO est publiée intégralement le 27 novembre 2017. On y apprend notamment que la preuve de la manipulation de ses échantillons (ouverture frauduleuse de la bouteille contenant ses urines afin de les « remplacer ») a été apportée grâce à des analyses scientifiques. Le TAS décide toutefois de lui rendre ses médailles a la suite de son ordonnance du 1er février 2018

## Palmarès

### Jeux olympiques d'hiver
| Épreuve / Édition | Sprint                           | Sprint                           | 15 km                            | 15 km                            | Poursuite / Skiathlon 2 × 15 km | 50 km                | Relais | Relais                   |
| Épreuve / Édition | libre                            | classique                        | libre                            | classique                        | Poursuite / Skiathlon 2 × 15 km | 50 km                | Sprint | 4 × 10 km                |
| JO 2006 Turin     | —                                | Épreuve inexistante à cette date | Épreuve inexistante à cette date | —                                | 37e                             | 20e                  | —      | —                        |
| JO 2010 Vancouver | Épreuve inexistante à cette date | —                                | 15e                              | Épreuve inexistante à cette date | 4e                              | 14e                  | —      | 8e                       |
| JO 2014 Sotchi    | —                                | Épreuve inexistante à cette date | Épreuve inexistante à cette date | —                                | 10e                             | Médaille d'or, monde | —      | Médaille d'argent, monde |

Légende :
- : première place, médaille d'or
- : deuxième place, médaille d'argent
- : pas d'épreuve
- — : non disputée par Legkov
- DSQ : disqualifié

### Championnats du monde

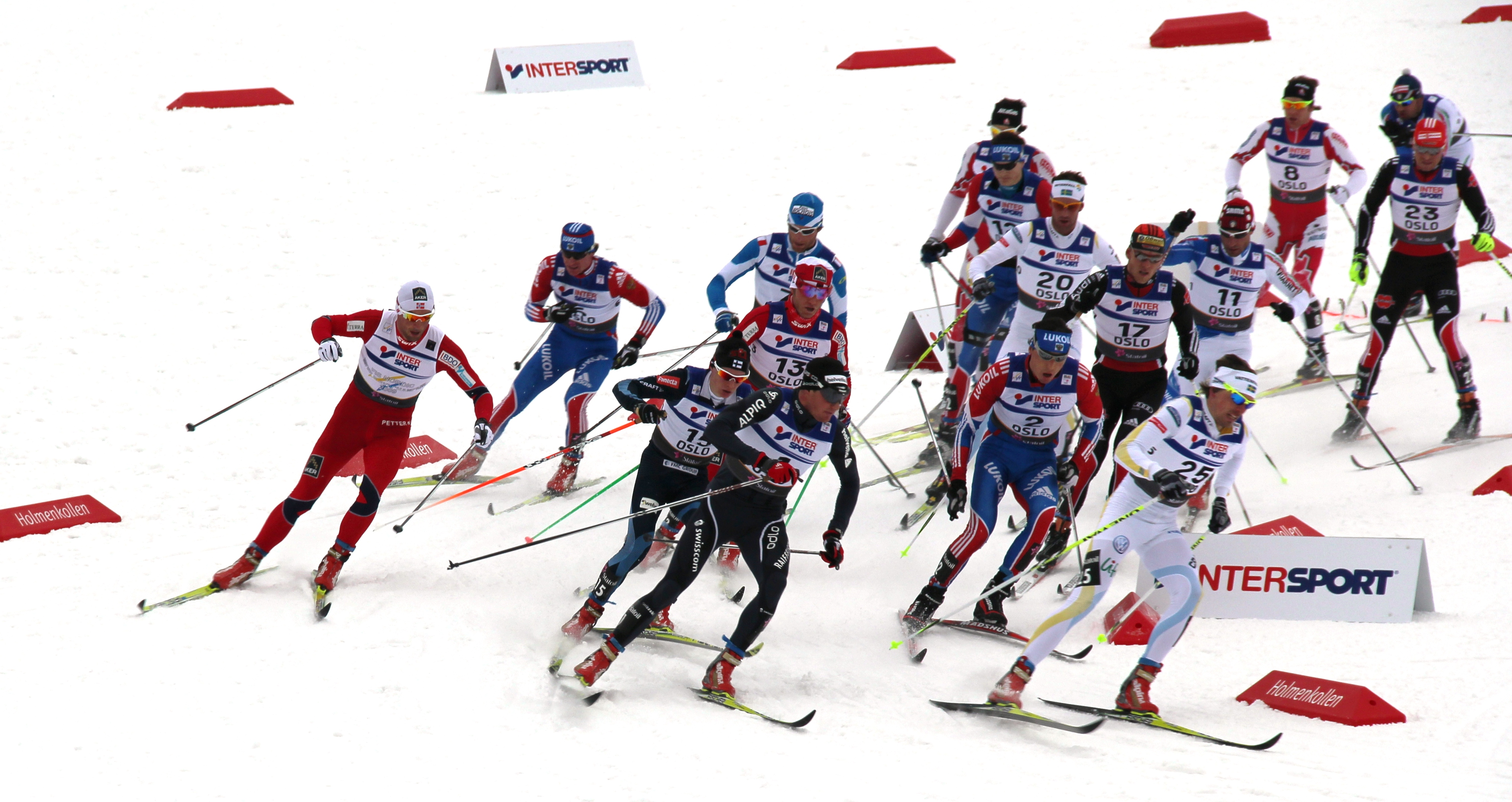
Legkov en bleu avec le dossard 2 lors du 30 km des mondiaux d'Oslo.

Alexander Legkov a remporté sa première médaille lors des championnats du monde avec l'argent en relais en Mondiaux 2007 avec Eugeni Dementiev, Nikolaï Pankratov et Vassili Rotchev. Dans les épreuves individuelles, il est tout proche d'une médaille lors de la poursuite en 2009 avec une 4e place sur le 30 km poursuite.
| Épreuve / Édition           | Sprint                           | Sprint                           | 15 km                            | 15 km                            | Poursuite / Skiathlon 2 × 15 km | 50 km | Relais | Relais                    |
| Épreuve / Édition           | libre                            | classique                        | libre                            | classique                        | Poursuite / Skiathlon 2 × 15 km | 50 km | Sprint | 4 × 10 km                 |
| Mondiaux 2005 Oberstdorf    | Épreuve inexistante à cette date | 50e                              | 48e                              | Épreuve inexistante à cette date | —                               | —     | —      | —                         |
| Mondiaux 2007 Sapporo       | Épreuve inexistante à cette date | —                                | 5e                               | Épreuve inexistante à cette date | 6e                              | —     | —      | Médaille d'argent, monde  |
| Mondiaux 2009 Liberec       | —                                | Épreuve inexistante à cette date | Épreuve inexistante à cette date | —                                | 4e                              | 18e   | —      | —                         |
| Mondiaux 2011 Oslo          | —                                | Épreuve inexistante à cette date | Épreuve inexistante à cette date | 20e                              | 19e                             | —     | —      | 7e                        |
| Mondiaux 2013 Val di Fiemme | Épreuve inexistante à cette date |                                  | 25e                              | Épreuve inexistante à cette date | 6e                              | 4e    | —      | Médaille de bronze, monde |
| Mondiaux 2015 Falun         | Épreuve inexistante à cette date | —                                | 14e                              | Épreuve inexistante à cette date | —                               | —     | —      | 4e                        |

Légende :
- : deuxième place, médaille d'argent
- : troisième place, médaille de bronze
- : pas d'épreuve
- — : non disputée par Legkov

### Coupe du monde
- Meilleur classement général : 2e en 2007, 2013 et 2014.
- 33 podiums : 
  - 22 podiums en épreuve individuelle : 6 victoires, 4 deuxièmes places et 12 troisièmes places.
  - 12 podiums en épreuve par équipes : 3 victoires, 7 deuxièmes places et 2 troisièmes places.
- 13 podiums sur des étapes de tours : 3 victoires, 5 deuxièmes places et 5 troisièmes places.

#### Détail des victoires
Alexander Legkov compte six victoires individuelles en Coupe du monde dont les plus prestigieuses est le Nordic Opening de Kuusamo en 2011 et le Tour de ski en 2013. Par ailleurs, il compte également des victoires dans des étapes du Tour de ski et du Nordic Opening.
| Épreuve / Édition | Sprint | Sprint    | 15 km | 15 km     | Poursuite / Skiathlon | 30 km libre | 30 km libre | 50 km libre | Tour de ski ou Finales ou Nordic Opening |
| Épreuve / Édition | libre  | classique | libre | classique | Poursuite / Skiathlon | libre       | classique   | 50 km libre | Tour de ski ou Finales ou Nordic Opening |
| 2006-07           |        |           |       |           |                       |             | Rybinsk     |             |                                          |
| 2007-08           |        |           |       |           |                       |             |             |             |                                          |
| 2008-09           |        |           | Lahti |           |                       |             |             |             |                                          |
| 2009-10           |        |           |       |           |                       |             |             |             |                                          |
| 2010-11           |        |           |       |           |                       |             |             |             | Nordic Opening                           |
| 2011-12           |        |           |       |           |                       |             |             |             |                                          |
| 2012-13           |        |           |       |           |                       |             |             | Oslo        | Tour de ski                              |
| 2013-14           |        |           |       | Toblach   |                       |             |             |             |                                          |

##### Victoires d'étapes
| Date              | Lieu          | Pays     | Course par étapes | Format  |
| 3 janvier 2012    | Dobbiaco      | Italie   | Tour de ski       | 5 km C  |
| 8 janvier 2012    | Val di Fiemme | Italie   | Tour de Ski       | 9 km L  |
| 1er décembre 2012 | Kuusamo       | Finlande | Nordic Opening    | 10 km L |

Légende :

C = classique

L = libre

#### Classements en Coupe du monde et dans les principaux tours
| Saison/Classement | Saison/Classement | Général | Général | Distance | Distance | Sprint | Sprint |                                  | Tour de ski depuis 2007          | Finales depuis 2008              | Nordic Opening depuis 2011 |
| ----------------- | ----------------- | ------- | ------- | -------- | -------- | ------ | ------ | -------------------------------- | -------------------------------- | -------------------------------- | -------------------------- |
| Saison/Classement | Saison/Classement | Class.  | Points  | Class.   | Points   | Class. | Points |                                  | Tour de ski depuis 2007          | Finales depuis 2008              | Nordic Opening depuis 2011 |
| 2004              | 2004              | 83e     | 33      | 57e      | 33       | —      | —      | Épreuve inexistante à cette date | Épreuve inexistante à cette date | Épreuve inexistante à cette date |                            |
| 2005              | 2005              | 75e     | 45      | 48e      | 45       | —      | —      | Épreuve inexistante à cette date | Épreuve inexistante à cette date | Épreuve inexistante à cette date |                            |
| 2006              | 2006              | 95e     | 41      | 64e      | 41       | —      | —      | Épreuve inexistante à cette date | Épreuve inexistante à cette date | Épreuve inexistante à cette date |                            |
| 2007              | 2007              | 2e      | 580     | 6e       | 260      | —      | —      | 2e                               | Épreuve inexistante à cette date | Épreuve inexistante à cette date |                            |
| 2008              | 2008              | 26e     | 273     | 18e      | 205      | 64e    | 24     | 20e                              | 33e                              | Épreuve inexistante à cette date |                            |
| 2009              | 2009              | 11e     | 565     | 8e       | 410      | 52e    | 35     | 33e                              | 3e                               | Épreuve inexistante à cette date |                            |
| 2010              | 2010              | 30e     | 253     | 14e      | 247      | 99e    | 6      | DNF                              | —                                | Épreuve inexistante à cette date |                            |
| 2011              | 2011              | 5e      | 796     | 5e       | 503      | 43e    | 53     | DNF                              | 13e                              | 1er                              |                            |
| 2012              | 2012              | 5e      | 1000    | 3e       | 673      | 44e    | 45     | 5e                               | 16e                              | 7e                               |                            |
| 2013              | 2013              | 2e      | 1381    | 1re      | 793      | 73e    | 16     | 1er                              | 4e                               | 7e                               |                            |
| 2014              | 2014              | 2e      | 980     | 2e       | 546      | 51e    | 34     | 6e                               | 3e                               | 3e                               |                            |
| 2015              | 2015              | 45e     | 150     | 29e      | 150      | —      | —      | —                                | Épreuve inexistante à cette date | 34e                              |                            |
| 2016              | 2016              | 15e     | 632     | 10e      | 480      | —      | —      | 12e                              | Épreuve inexistante à cette date | 8e                               |                            |
| 2017              | 2017              | 49e     | 125     | 30e      | 125      | —      | —      | —                                | —                                | —                                |                            |

Légende :
- — : épreuve non disputée par Legkov
- : pas d'épreuve
- DNF : abandon

### Championnats du monde junior
En deux participations aux Championnats du monde juniors, Alexander Legkov n'a pas remporté de médaille où son meilleur résultat est une 14e place sur le 30 km en 2004.
| Épreuve / Édition       | Sprint                           | Sprint                           | 10 km                            | 10 km                            | Poursuite 2 × 10 km              | 30 km                            |
| Épreuve / Édition       | libre                            | classique                        | libre                            | classique                        | Poursuite 2 × 10 km              | 30 km                            |
| Mondiaux 2003 Schonach  | Épreuve inexistante à cette date | Épreuve inexistante à cette date | 30e                              | Épreuve inexistante à cette date | Épreuve inexistante à cette date | Épreuve inexistante à cette date |
| Mondiaux 2004 Sollefteå | Épreuve inexistante à cette date | Épreuve inexistante à cette date | Épreuve inexistante à cette date | Épreuve inexistante à cette date | Épreuve inexistante à cette date | 14e                              |

### Championnats du monde des moins de 23 ans
| Épreuve / Édition   | 15 km  | 15 km     | Poursuite 2 × 15 km |
| Épreuve / Édition   | libre  | classique | Poursuite 2 × 15 km |
| Mondiaux 2006 Kranj | Bronze | Or        |                     |